# Just Supposin'
Just Supposin', Status Quos trettonde studioalbum, utgivet 1980. Efter tre album med Pip Williams som producent återgår gruppen till att producera sina egna album, denna gång tillsammans med John Eden.
Albumet innehåller flera hitsinglar: "What You're Proposing" (UK #2), "Rock 'n' Roll" (UK #8) och dubbel-A-sidan "Lies"/"Don't Drive My Car" (UK #11).
Albumet spelades in i Windmill Lane Studios i Dublin samtidigt som efterföljande album Never Too Late vilket släpptes i mars 1981 fem månader efter Just Supposin'.

## Låtlista
1. What You're Proposing (Frost/Rossi) 4:18
  - Sång: Francis Rossi
2. Run to Mummy (Bown/Rossi) 3:12
  - Sång: Francis Rossi
3. Don't Drive My Car (Bown/Parfitt) 4:38
  - Sång: Rick Parfitt
4. Lies (Frost/Rossi) 4:03
  - Sång: Francis Rossi
5. Over the Edge (Lamb/Lancaster) 4:32
  - Sång: Alan Lancaster
6. The Wild Ones (Lancaster) 4:03
  - Sång: Francis Rossi
7. Name of the Game (Bown/Lancaster/Rossi) 4:36
  - Sång: Francis Rossi
8. Coming and Going (Parfitt/Young) 6:33
  - Sång: Rick Parfitt
9. Rock 'N' Roll (Frost/Rossi) 5:28
  - Sång: Francis Rossi